# Vaselina
|  | Aquest article tracta sobre la substància química. Si cerqueu la jugada de futbol, vegeu «Vaselina (futbol)». |

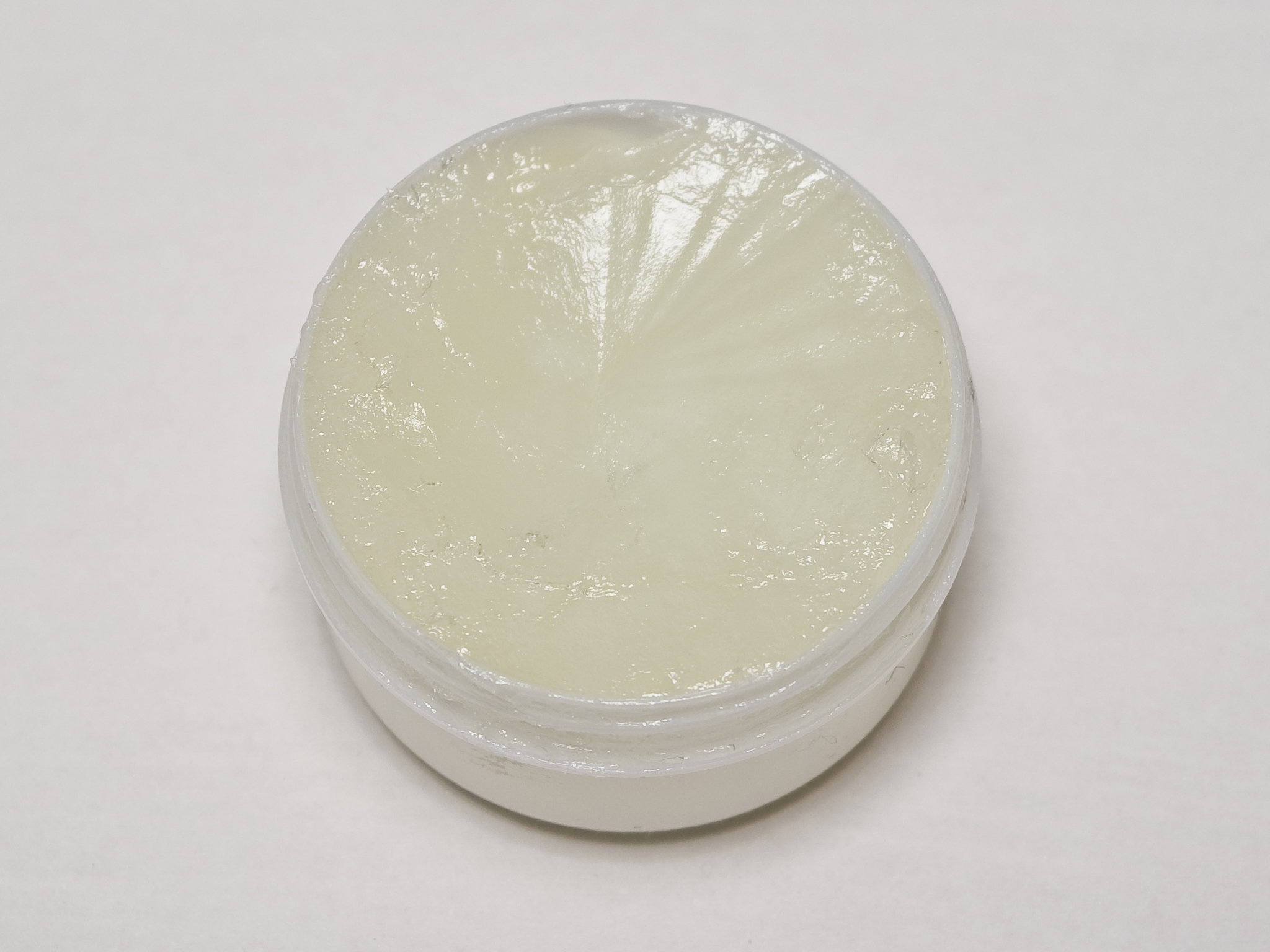
Vaselina.

La vaselina és una barreja homogènia d'hidrocarburs saturats de cadena llarga. Generalment, cadenes de més de 25 àtoms de carboni, que s'obtenen a partir de la refinació d'una fracció pesada del petroli. La composició d'aquesta barreja pot variar depenent de la classe de petroli i del procediment de refinació. El terme prové de l'alemany  Wasser  (=aigua) i del grec  έλαιον  (=oli).
La vaselina és hidròfoba, és a dir, pràcticament no es dissol en aigua, i és menys densa que aquesta (0,9 g/cm³). Com que és una barreja homogènia presenta un punt de fusió no definit, observant-se un reblaniment amb temperatures properes als 36 °C i finalitzant el pas a l'estat líquid al voltant dels 60 °C. El punt d'ebullició està al voltant dels 350 °C.
El grau més refinat (vaselina blanca) s'usa en la indústria farmacèutica i cosmètica, com a lubricant o com a base per a la preparació de cremes, respectivament, i presenta un aspecte cerós de color blanquinós transparent. El grau menys refinat (petrolat groc, ambre o marró) s'usa normalment en la indústria i pot contenir impureses com composts aromàtics policíclics de caràcter cancerigen. Per això, la Unió Europea legisla l'ús de les fraccions menys refinades per al seu ús exclusiu en la indústria i especificant-la com a no apta per a l'ús humà.